# 에른스트 아달베르트 폰 하라흐

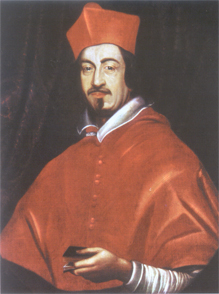
에른스트 아달베르트 폰 하라흐

에른스트 아달베르트 폰 하라흐(독일어: Ernst Adalbert von Harrach, 1598년 11월 4일 - 1667년 10월 25일)는 오스트리아 가톨릭교회의 추기경이다. 프라하 대교구장 및 트렌토 교구장을 지냈다.

## 어린 시절
아달베르트 폰 하라흐는 1598년 11월 4일 오스트리아 빈에서 카를 폰 하라흐 백작과 그의 아내 마리아 엘리자베타 폰 슈라텐바흐 사이에서 아들로 태어났다. 니콜라우스 발터에게 가르침을 받았으며, 나중에 그의 가문과 보르게세 가문과 바르베리니 가문 등 이탈리아 귀족 가문들 간의 연줄 덕분에 1616년 테우토니코 대학에 입학 허가를 받았다. 1621년 그는 22세의 나이에 사제 서품을 받았으며, 교황 그레고리오 15세의 의전관으로 등용되었다.

## 성직자
1622년, 아달베르트 폰 하라흐는 프라하 대교구장으로 임명되었는데, 당시 그의 나이는 24세로서 교회법상 대주교가 되기에는 아직 이른 나이여서 그의 임명은 이례적이었다. 1623년 그는 시스티나 경당에서 주교로 서품된 동시에 대교구장 착좌식을 거행하였다.
1626년 그는 교황 우르바노 8세에 의해 추기경에 서임되었으며, 1632년 산타 마리아 데즐리 안젤리 에 데이 마르티리 성당의 사제급 추기경에 임명되었다. 1644년에는 산타 프라세데 성당의 사제급 추기경으로 임명되었다.
1663년에는 그에게 두 개의 교구를 보유하는 것이 허락되어 프라하 대교구장에 이어 트렌토 교구장 주교로 추가로 임명되었다.

## 보헤미아 왕국의 수석주교
1626년 보헤미아 왕국의 수석주교가 된 아달베르트 폰 하라흐 추기경은 다음해인 1627년 오스트리아의 페르디난트 2세 황제의 아내인 엘레오노라 곤자가에게 왕관을 수여하였다.
1637년 그는 페르디난트 3세 황제의 추밀고문관으로 등용되었으며, 황제의 첫 번째 아내로 스페인의 마리아 안나를 맞이하게끔 하였다. 그리고 보헤미아와 실레시아, 폴란드의 붉은 별과 십자 기사단의 단장 및 프라하 대학교의 총장으로 임명되었다.
아달베르트 폰 하라흐는 스웨덴군이 프라하 전투에서 승전하여 프라하를 점령했을 때 자신의 궁전에 있다가 사로잡혔으며 상당히 많은 재산을 약탈당했다. 그는 결국 쥘 마자랭 추기경의 중재로 스웨덴의 크리스티나 여왕에게 자신의 손실에 대해 복수를 하지 않겠다는 서신과 함께 15,000 에쿠스의 보석금을 내고 풀려났다.
풀려난 후 그는 궁정에서 교황과 교회의 대표자가 되었다. 또한 교황의 뜻을 받들어 1646년 로마왕 페르디난드 4세의 대관식을 집전하였으며, 1655년에는 보헤미아의 왕과 왕비인 레오폴드와 엘레오노라 곤자가의 대관식을 집전하였다. 1656년에는 신성 로마 제국의 레오폴트 1세의 대관식을 집전하였다. 1648년 아달베르트 폰 하라흐는 스페인의 펠리페 4세 국왕과 페르디난트 3세 황제의 딸인 오스트리아의 마리안나의 결혼을 축복하였다.

## 죽음
1667년 새로 선출되어 즉위한 교황 클레멘스 9세는 아달베르트 폰 하라흐를 산 로렌초 인 루치나 성당의 사제급 추기경에 임명하였다.
콘클라베를 무사히 마치고 돌아온 아달베르트 폰 하라흐는 1667년 10월 25일 선종하였으며, 유해는 빈에 있는 가족 묘에 안장되었다.